# إيستبورن (دائرة انتخابية في المملكة المتحدة)
ايستبورن  (بالإنجليزية: Eastbourne)‏ هي إحدى الدوائر الانتخابية في المملكة المتحدة الممثلة في مجلس العموم في برلمان المملكة المتحدة.
عضو البرلمان الذي يمثلها حالياً هو :Mr Nigel Waterson (Con).